# Maximiliano Olivera
Maximiliano Martín Olivera De Andrea (Montevideo, 5 de marzo de 1992) es un futbolista uruguayo con pasaporte español que juega como lateral izquierdo y defensa central en el Club Atlético Peñarol de la Primera División de Uruguay.

## Trayectoria
Olivera es de Brazo Oriental y se formó en el Ciclón de Cerrito de Liga Uruguaya, pasó a River Plate de AUFI y de ahí a la Octava de Wanderers con Luis Ruíz que había sido técnico suyo en River. En la Primera de Wanderers jugó desde que Daniel Carreño lo hizo debutar en 2010.
Con el correr de los años se convirtió en un referente adentro y fuera de la cancha. 
En su llegada a Peñarol logró el Campeonato Uruguayo 2015-16, convirtió el segundo gol frente a Plaza Colonia en la semifinal con el que Peñarol daría vuelta el partido y terminaría ganando 3 a 1.
En un sorprendente acontecimiento, el 30 de agosto de 2016, es fichado por la Fiorentina después de haber comenzado la pretemporada con el Mirasol e incluso haber disputado la primera fecha del Torneo Uruguayo Especial 2016.
Desde su llegada al conjunto viola tuvo buena participación, siendo suplente, actuando tanto de lateral como de zaguero. Logró disputar 33 encuentros durante las temporadas 16-17 y 17-18, logrando dar dos asistencias.
Al inicio de la temporada 18-19 no sería tomado en cuenta por el entrenador Stefano Pioli, esperando así el mercado invernal para partir en condición de cedido, deseando primeramente regresar a Peñarol. Finalmente, a finales de diciembre de 2018, se hizo oficial su vuelta a Sudamérica llegando a Club Olimpia en condición de cedido con opción de compra.
Tras regresar a Florencia, el 5 de febrero de 2020 fue prestado al Juárez de la Liga MX hasta fines de año.

## Clubes
Actualizado al último partido disputado el 23 de abril de 2024
Mineiro 3-2 Peñarol
| Club                           | Div.          | Temporada     | Liga(1) | Liga(1) | Liga(1) | Copas nacionales | Copas nacionales | Copas nacionales | Copas internacionales(2) | Copas internacionales(2) | Copas internacionales(2) | Total | Total | Total  |
| Club                           | Div.          | Temporada     | Part.   | Goles   | Asist.  | Part.            | Goles            | Asist.           | Part.                    | Goles                    | Asist.                   | Part. | Goles | Asist. |
| ------------------------------ | ------------- | ------------- | ------- | ------- | ------- | ---------------- | ---------------- | ---------------- | ------------------------ | ------------------------ | ------------------------ | ----- | ----- | ------ |
| Montevideo Wanderers · Uruguay | 1.ª           | 2010-11       | 6       | 0       | 0       | -                | -                | -                | -                        | -                        | -                        | 6     | 0     | 0      |
| Montevideo Wanderers · Uruguay | 1.ª           | 2011-12       | 16      | 0       | 2       | -                | -                | -                | -                        | -                        | -                        | 16    | 0     | 2      |
| Montevideo Wanderers · Uruguay | 1.ª           | 2012-13       | 26      | 3       | 4       | -                | -                | -                | -                        | -                        | -                        | 26    | 3     | 4      |
| Montevideo Wanderers · Uruguay | 1.ª           | 2013-14       | 31      | 3       | 3       | -                | -                | -                | 2                        | 0                        | 0                        | 33    | 3     | 3      |
| Montevideo Wanderers · Uruguay | 1.ª           | 2014-15       | 23      | 2       | 4       | -                | -                | -                | 8                        | 1                        | 1                        | 31    | 3     | 5      |
| Montevideo Wanderers · Uruguay | 1.ª           | 2015-16       | 14      | 1       | 3       | -                | -                | -                | -                        | -                        | -                        | 14    | 1     | 3      |
| Montevideo Wanderers · Uruguay | Total club    | Total club    | 116     | 9       | 16      | 0                | 0                | 0                | 10                       | 1                        | 1                        | 126   | 10    | 17     |
| C. A. Peñarol · Uruguay        | 1.ª           | 2015-16       | 14      | 1       | 1       | -                | -                | -                | 5                        | 0                        | 0                        | 19    | 1     | 1      |
| C. A. Peñarol · Uruguay        | 1.ª           | 2016          | 1       | 0       | 0       | -                | -                | -                | 2                        | 0                        | 1                        | 3     | 0     | 1      |
| C. A. Peñarol · Uruguay        | 1.ª           | 2023          | 11      | 0       | 1       | 0                | 0                | 0                | 0                        | 0                        | 0                        | 11    | 0     | 1      |
| C. A. Peñarol · Uruguay        | 1.ª           | 2024          | 28      | 1       | 1       | 1                | 0                | 0                | 3                        | 1                        | 1                        | 10    | 1     | 2      |
| C. A. Peñarol · Uruguay        | Total club    | Total club    | 32      | 1       | 3       | 1                | 0                | 0                | 10                       | 1                        | 2                        | 43    | 2     | 5      |
| A. C. F. Fiorentina · Italia   | 1.ª           | 2016-17       | 18      | 0       | 1       | 2                | 0                | 0                | 6                        | 0                        | 0                        | 26    | 0     | 1      |
| A. C. F. Fiorentina · Italia   | 1.ª           | 2017-18       | 7       | 0       | 0       | 0                | 0                | 0                | 0                        | 0                        | 0                        | 7     | 0     | 0      |
| A. C. F. Fiorentina · Italia   | 1.ª           | 2018-19       | 0       | 0       | 0       | 0                | 0                | 0                | 0                        | 0                        | 0                        | 0     | 0     | 0      |
| A. C. F. Fiorentina · Italia   | 1.ª           | 2019-20       | 1       | 0       | 0       | 0                | 0                | 0                | 0                        | 0                        | 0                        | 1     | 0     | 0      |
| A. C. F. Fiorentina · Italia   | 1.ª           | 2020-21       | 2       | 0       | 0       | 0                | 0                | 0                | 0                        | 0                        | 0                        | 2     | 0     | 0      |
| A. C. F. Fiorentina · Italia   | Total club    | Total club    | 28      | 0       | 1       | 2                | 0                | 0                | 6                        | 0                        | 0                        | 36    | 0     | 1      |
| Club Olimpia Paraguay          | 1.ª           | 2019          | 14      | 1       | 1       | -                | -                | -                | 4                        | 0                        | 1                        | 18    | 1     | 2      |
| Club Olimpia Paraguay          | Total club    | Total club    | 14      | 1       | 1       | 0                | 0                | 0                | 4                        | 0                        | 1                        | 18    | 1     | 2      |
| F. C. Juárez · México          | 1.ª           | 2019-20       | 6       | 1       | 2       | 2                | 0                | 0                | -                        | -                        | -                        | 8     | 1     | 2      |
| F. C. Juárez · México          | 1.ª           | 2020-21       | 14      | 1       | 1       | -                | -                | -                | -                        | -                        | -                        | 14    | 1     | 1      |
| F. C. Juárez · México          | 1.ª           | 2021-22       | 29      | 1       | 3       | -                | -                | -                | -                        | -                        | -                        | 29    | 1     | 3      |
| F. C. Juárez · México          | 1.ª           | 2022-23       | 33      | 2       | 5       | -                | -                | -                | -                        | -                        | -                        | 33    | 2     | 5      |
| F. C. Juárez · México          | Total club    | Total club    | 82      | 5       | 11      | 2                | 0                | 0                | 0                        | 0                        | 0                        | 84    | 5     | 11     |
| Total carrera                  | Total carrera | Total carrera | 272     | 16      | 32      | 5                | 0                | 0                | 30                       | 2                        | 4                        | 307   | 18    | 36     |

## Palmarés

### Torneos nacionales
| Título              | Equipo               | País     | Año     |
| ------------------- | -------------------- | -------- | ------- |
| Torneo Clausura     | Montevideo Wanderers | Uruguay  | 2014    |
| Campeonato Uruguayo | C. A. Peñarol        | Uruguay  | 2015-16 |
| Primera División    | Club Olimpia         | Paraguay | A-2019  |
| Primera División    | Club Olimpia         | Paraguay | C-2019  |
| Torneo Apertura     | C. A. Peñarol        | Uruguay  | 2024    |
| Torneo Clausura     | C. A. Peñarol        | Uruguay  | 2024    |
| Campeonato Uruguayo | C. A. Peñarol        | Uruguay  | 2024    |
| Torneo Intermedio   | C. A. Peñarol        | Uruguay  | 2025    |